# Holzheim (Haunetal)
Holzheim ist ein Ortsteil der Marktgemeinde Haunetal im osthessischen Landkreis Hersfeld-Rotenburg.

## Geographische Lage
Holzheim liegt in der Vorderrhön bzw. den Haune-Hochflächen an der alten Höhenstraße zwischen Hersfeld und Fulda und am Barberbach, einem Zufluss der Haune. Durch den Ort verläuft die Landesstraße 3431.
Nachbarorte sind Hilperhausen im Norden, Kruspis im Süden und Neukirchen im Südosten.

## Geschichte

### Ortsgeschichte
Die älteste bekannte schriftliche Erwähnung von Holzheim erfolgte im Jahr 1402, wahrscheinlich ist der Ort erheblich älter. Schon um die Mitte des 12. Jahrhunderts bestand eine kleine, wohl von Ortsadeligen errichtete Burg mit steinernem Wohnturm, der bereits einen hölzernen Vorgänger hatte, und in ihrem Umfeld dürfte sich auch eine Siedlung befunden haben.

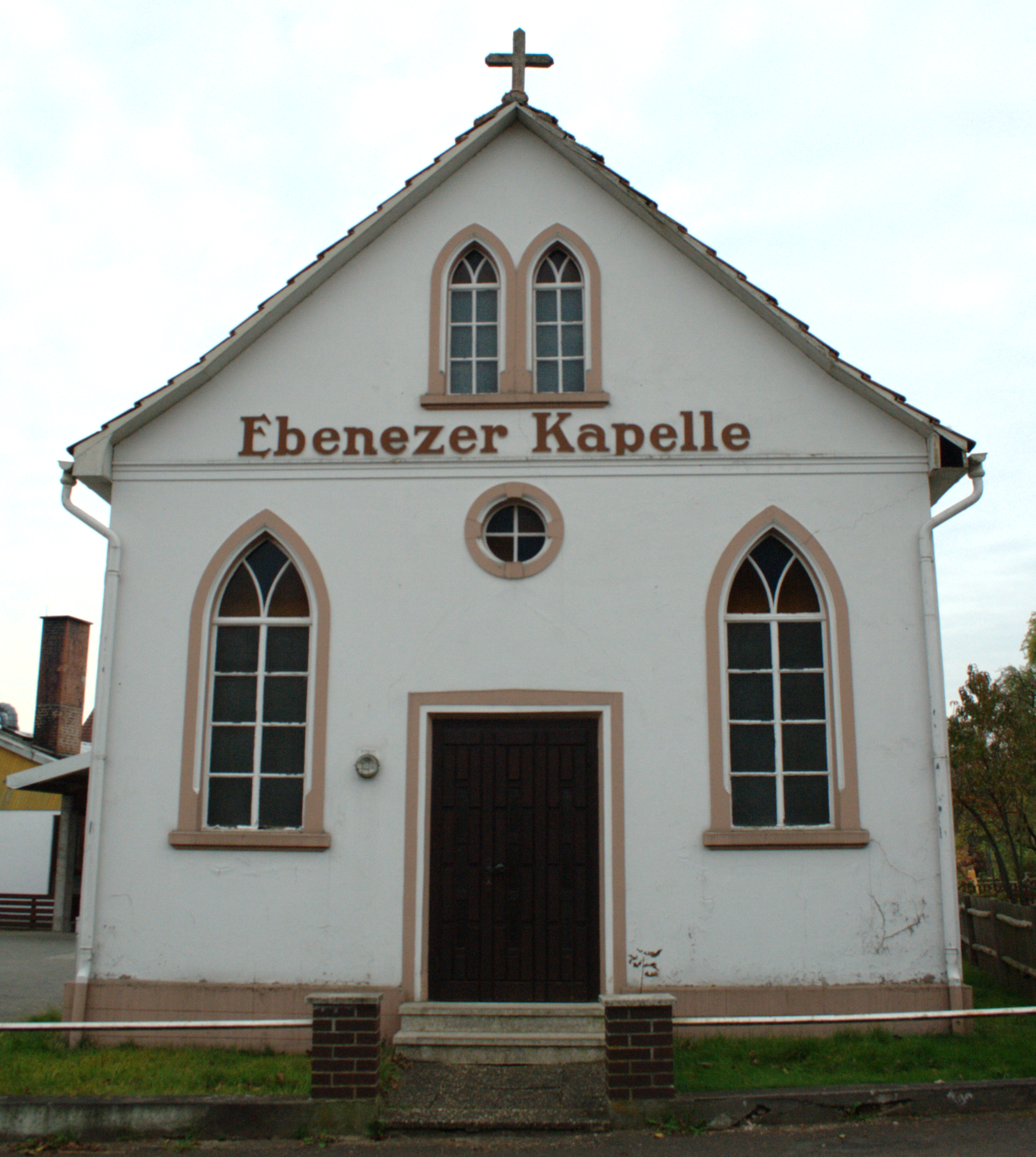
Die Ebenezer Kapelle in Holzheim

Im Jahre 1419 wird ein landgräflich-hessischer Amtmann in Holzheim urkundlich, der dort zwei Wächter, einen Pförtner und fünf wehrhafte Knechte halten musste und dafür außer den Amtsgefällen 8 Malter Korn, 4 Fuder Bier, 4 Kühe und 4 Seiten Speck erhielt. 1428 wurde Ludwig (Lutz) von Hattenbach in Holzheim als landgräflicher Amtmann eingesetzt. Und 1435 verpfändete Landgraf Ludwig I. den Brüdern Hermann und Heinrich Gerwig, die ihm 500 Gulden geliehen hatten, das Schloss (gemeint ist wohl die Burg) Holzheim, mit Ausnahme des Teiles, den Ludwig von Hattenbach daran hatte.
Noch im 15. Jahrhundert wurde dann ein aus Wenigentaft abgewanderter Spross der Herren von Romrod, Lehnsmannen der Abtei Fulda und des Stifts Hersfeld, von den hessischen Landgrafen im Jahre 1440 als neuer Amtmann mit der Burg und einem Hofsitz und 1458 mit dem Gesamtlehen des Orts belehnt. Zwei landgräfliche Dokumente vom 30. Dezember 1491 belegen die erneute Belehnung der Brüder Asmus und Kaspar von Romrod mit dem Schloss (wobei wohl wiederum die Burg gemeint war) und dessen Zubehör sowie mit der dortigen Kemenate als Mannlehen; Schloss und Kemenate sollte Offenhaus des Landgrafen bleiben, wobei Torhüter, Pförtner und Wächter in diesem Falle vom Landgrafen verköstigt werden sollten. Bis 1686 besaßen die Herren von Romrod den größten Teil des Dorfes. Ihr Wappen ist noch heute am jetzigen Eingang zum Wohnturm zu sehen. Nachdem der letzte Romroder zu Holzheim, Melchior Christian, im Jahre 1661 ohne direkte Nachkommen gestorben war, verkauften seine Vettern und Erben, die Brüder Lukas Wilhelm, Wolf Adam und Johann Heinrich von Romrod, 1686 ihre Güter, Zinsen und Gerechtsame in und außerhalb des Amts Landeck, und damit auch ihren Restbesitz in Holzheim, an Landgraf Karl von Hessen-Kassel.
Während der Zeit des kurzlebigen napoleonischen Königreichs Westphalen, 1807–1813, war Holzheim Hauptort des Kantons Holzheim und Sitz des Friedensgerichts. Ab 1813 war der Ort wieder hessisch. Mit der Annexion des Kurfürstentums Hessen 1866 durch Preußen wurde auch Holzheim preußisch. Seit 1945 ist es wieder hessisch. 
Hessische Gebietsreform (1970–1977)
Mit der Gebietsreform in Hessen verlor die Gemeinde Holzheim ihre Selbständigkeit und wurde am 1. August 1972 kraft Landesgesetz zum Ortsteil der Großgemeinde Haunetal. Für Holzheim wurde, wie für die übrigen bei der Gebietsreform nach Haunetal eingegliederten Gemeinden, ein Ortsbezirk mit Ortsbeirat und Ortsvorsteher nach der Hessischen Gemeindeordnung gebildet.

### Verwaltungsgeschichte im Überblick
Die folgende Liste zeigt die Staaten und Verwaltungseinheiten, denen Holzheim angehört(e):
- vor 1648: Heiliges Römisches Reich, Fürstentum Hersfeld, Amt Hauneck
- 1648–1806: Heiliges Römisches Reich, Landgrafschaft Hessen-Kassel, Fürstentum Hersfeld, Amt Hauneck
- 1807–1813: Königreich Westphalen, Departement der Werra, Distrikt Hersfeld, Kanton Holzheim
- ab 1815: Kurfürstentum Hessen, Fürstentum Hersfeld, Amt Hauneck[13]
- ab 1821/22: Kurfürstentum Hessen, Provinz Fulda, Kreis Hersfeld[14][Anm. 1]
- ab 1848: Kurfürstentum Hessen, Bezirk Hersfeld
- ab 1851: Kurfürstentum Hessen, Provinz Fulda, Kreis Hersfeld
- ab 1867: Königreich Preußen, Provinz Hessen-Nassau, Regierungsbezirk Kassel, Kreis Hersfeld
- ab 1871: Deutsches Reich, Königreich Preußen, Provinz Hessen-Nassau, Regierungsbezirk Kassel, Kreis Hersfeld
- ab 1918: Deutsches Reich, Freistaat Preußen, Provinz Hessen-Nassau, Regierungsbezirk Kassel, Kreis Hersfeld
- ab 1944: Deutsches Reich, Freistaat Preußen, Provinz Kurhessen, Landkreis Hersfeld
- ab 1945: Deutsches Reich, Amerikanische Besatzungszone, Groß-Hessen, Regierungsbezirk Kassel, Landkreis Hersfeld
- ab 1946: Deutsches Reich, Amerikanische Besatzungszone, Hessen, Regierungsbezirk Kassel, Landkreis Hersfeld
- ab 1949: Bundesrepublik Deutschland, Hessen, Regierungsbezirk Kassel, Landkreis Hersfeld
- ab 1972: Bundesrepublik Deutschland, Hessen, Regierungsbezirk Kassel, Landkreis Hersfeld-Rotenburg, Gemeinde Haunetal

## Bevölkerung

### Einwohnerstruktur 2011
Nach den Erhebungen des Zensus 2011 lebten am Stichtag, dem 9. Mai 2011, in Holzheim 228 Einwohner. Darunter waren keine Ausländer. Nach dem Lebensalter waren 39 Einwohner unter 18 Jahren, 90 zwischen 18 und 49, 42 zwischen 50 und 64 und 54 Einwohner waren älter. Die Einwohner lebten in 93 Haushalten. Davon waren 24 Singlehaushalte, 21 Paare ohne Kinder und 39 Paare mit Kindern, sowie 9 Alleinerziehende und 3 Wohngemeinschaften. In 18 Haushalten lebten ausschließlich Senioren und in 54 Haushaltungen lebten keine Senioren.

### Einwohnerentwicklung
| Holzheim: Einwohnerzahlen von 1834 bis 2015 | Holzheim: Einwohnerzahlen von 1834 bis 2015 | Holzheim: Einwohnerzahlen von 1834 bis 2015 | Holzheim: Einwohnerzahlen von 1834 bis 2015 | Holzheim: Einwohnerzahlen von 1834 bis 2015 |
| --- | ------------------------------------------- | ------------------------------------------- | ------------------------------------------- | ------------------------------------------- |
| Jahr |                                             |                                             |                                             | Einwohner                                   |
| 1834 | 1834                                        |                                             | 326                                         | 326                                         |
| 1840 | 1840                                        |                                             | 330                                         | 330                                         |
| 1846 | 1846                                        |                                             | 305                                         | 305                                         |
| 1852 | 1852                                        |                                             | 330                                         | 330                                         |
| 1858 | 1858                                        |                                             | 397                                         | 397                                         |
| 1864 | 1864                                        |                                             | 273                                         | 273                                         |
| 1871 | 1871                                        |                                             | 289                                         | 289                                         |
| 1875 | 1875                                        |                                             | 290                                         | 290                                         |
| 1885 | 1885                                        |                                             | 289                                         | 289                                         |
| 1895 | 1895                                        |                                             | 245                                         | 245                                         |
| 1905 | 1905                                        |                                             | 235                                         | 235                                         |
| 1910 | 1910                                        |                                             | 245                                         | 245                                         |
| 1925 | 1925                                        |                                             | 249                                         | 249                                         |
| 1939 | 1939                                        |                                             | 219                                         | 219                                         |
| 1946 | 1946                                        |                                             | 329                                         | 329                                         |
| 1950 | 1950                                        |                                             | 334                                         | 334                                         |
| 1956 | 1956                                        |                                             | 269                                         | 269                                         |
| 1961 | 1961                                        |                                             | 256                                         | 256                                         |
| 1967 | 1967                                        |                                             | 253                                         | 253                                         |
| 1970 | 1970                                        |                                             | 249                                         | 249                                         |
| 1980 | 1980                                        |                                             | ?                                           | ?                                           |
| 1990 | 1990                                        |                                             | ?                                           | ?                                           |
| 2000 | 2000                                        |                                             | ?                                           | ?                                           |
| 2011 | 2011                                        |                                             | 228                                         | 228                                         |
| 2015 | 2015                                        |                                             | 250                                         | 250                                         |
| Datenquelle: Historisches Gemeindeverzeichnis für Hessen: Die Bevölkerung der Gemeinden 1834 bis 1967. Wiesbaden: Hessisches Statistisches Landesamt, 1968. Weitere Quellen: ; Zensus 2011 |                                             |                                             |                                             |                                             |

### Historische Religionszugehörigkeit
| • 1885: | 289 evangelische (= 100 %) Einwohner                               |
| • 1961: | 220 evangelische (= 85,94 %), 36 katholische (= 14,06 %) Einwohner |

## Kultur und Sehenswürdigkeiten
Für die unter Denkmalschutz stehenden Objekte im Ort, siehe die Liste der Kulturdenkmäler in Holzheim.

### Der Dicke Turm

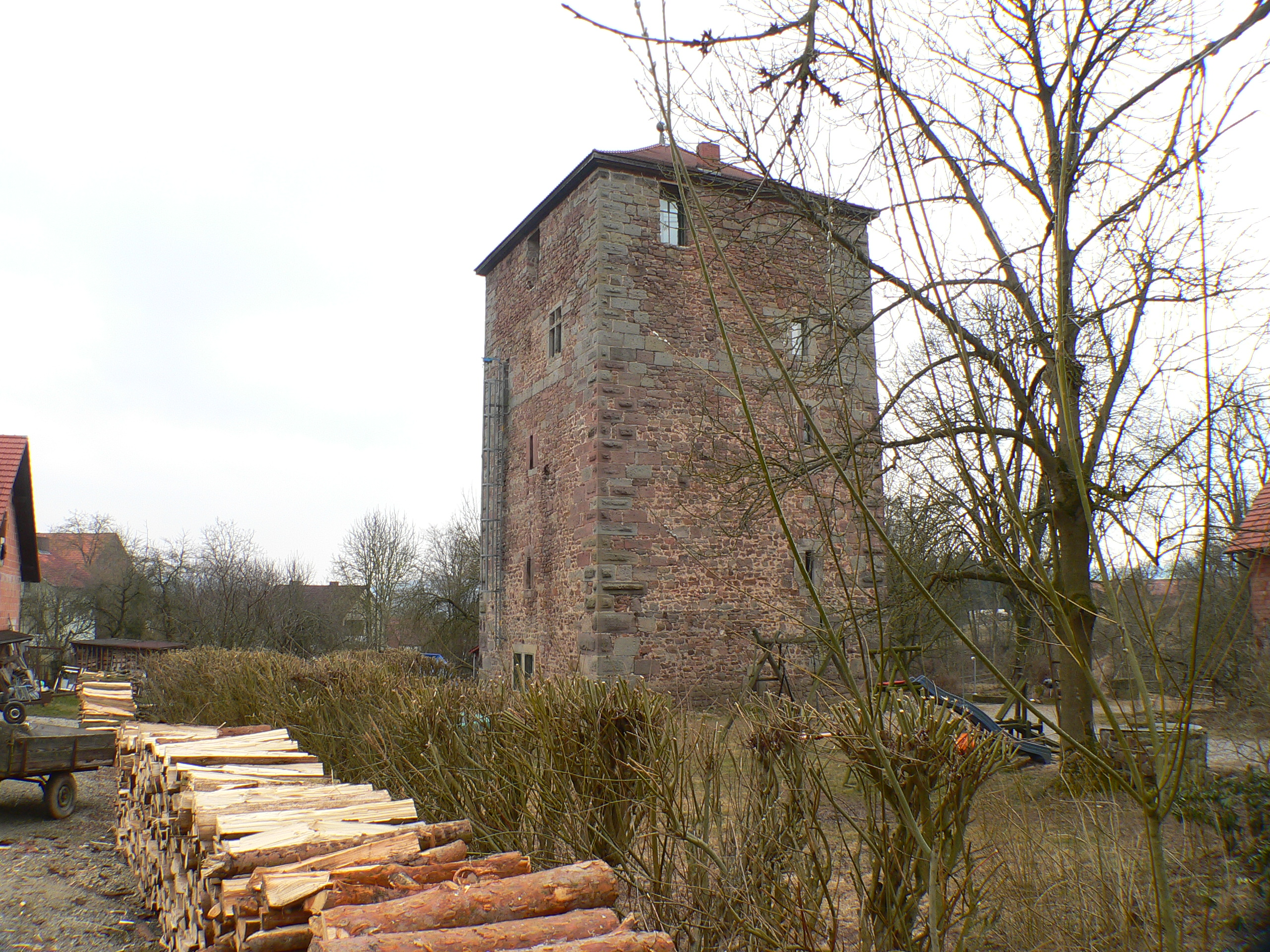
Der Dicke Turm – Rest der Burg Holzheim

In der Dorfmitte steht ein mächtiger Wehrturm mit quadratischem Grundriss und fünf Geschossen, der Dicke Turm genannt. Es ist der Rest der mittelalterlichen Burg Holzheim. Der Turm ist heute in Privatbesitz und wird als Wohnanlage genutzt. Er wurde in der Mitte des 12. Jahrhunderts als Wohnturm der Burg errichtet. Einer Sage nach wurde bei seinem Bau ein Kind lebendig eingemauert. Die drei in etwa 12 m Höhe an der Außenwand sichtbaren steinernen Köpfe zeigen einen Mann, eine Frau und ein Kind und werden mit dieser Sage in Verbindung gebracht.
Als bei der Umgestaltung des „Dicken Turms“ zur Wohnanlage in seinem Umfeld umfangreiche Bodenarbeiten notwendig waren, wurde dies zu archäologischen Untersuchungen genutzt. Dabei wurden Mauerzüge von Vorgängerbauten und, bisher vollkommen unbekannt, weil hierzu keinerlei schriftliche Hinweise vorhanden waren, die Überreste einer kleinen mittelalterlichen Kirche gefunden. In den Fundamentsteinen, bzw. dem Mauerwerk des Turms fand man runde Pfostenlöcher; der ursprüngliche Vorgängerbau war also ein Holzturm, der möglicherweise, wie die ebenfalls aufgefundenen Keramikscherben, bereits in der merowingischen Zeit um 650 errichtet wurde. Der später an seiner Stelle erbaute steinerne Turm dürfte wohl frühestens im 10. oder 11. Jahrhundert erbaut worden sein, als steinerne Turmbauten dieser Art in Deutschland üblich wurden, stammt aber vermutlich erst aus dem 12. Jahrhundert. Die ehemalige Kirche stammt wahrscheinlich erst aus dem Hochmittelalter.

### Das sogenannte Schloss

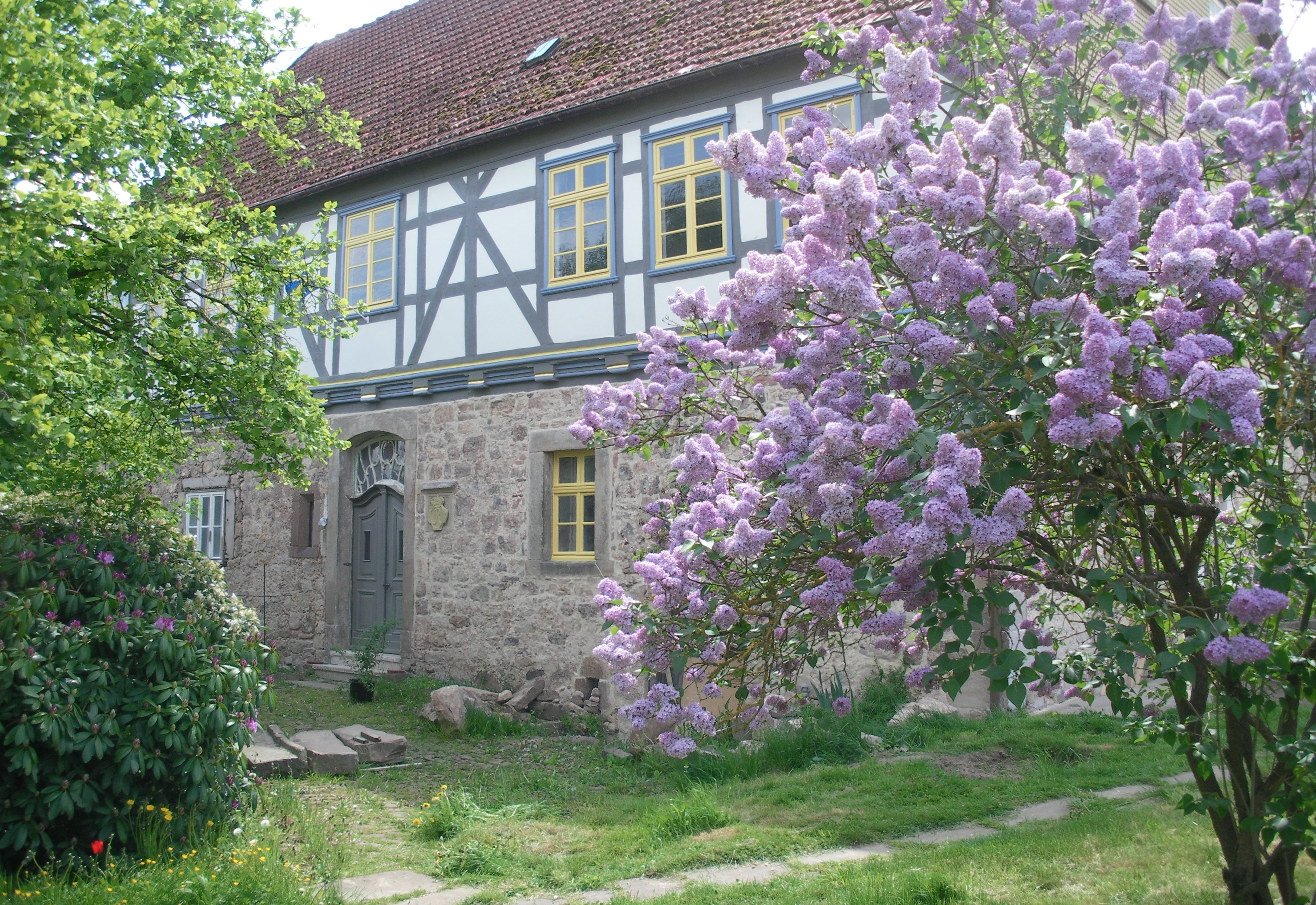
Das ehemalige Jagdschlösschen Holzheim

Mit Burg, Hofsitz und Gesamtlehen von Holzheim erlangten die Herren von Romrod auch die so genannte Kemenate im Ort, die sie zu einem Herrenhaus ausbauten, dessen Erdgeschoss das Fundament des heutigen Jagdschlosses Holzheim bildet. Nachdem Mitte des 16. Jahrhunderts die benachbarte Burg Hauneck verfallen war, wurde 1560 der landgräflich-hessische Amtmann und Schultheiß nach Holzheim versetzt, wo er für die zusammengefassten Ämter Hauneck, Schildschlag und Johannesberg im früheren Schloss der Romrods amtierte. Von 1562 bis 1818 sind die Amtmänner bzw. Schultheißen lückenlos nachweisbar. Im Dreißigjährigen Krieg brannte das kleine Schloss bis auf das massive Erdgeschoss ab, wurde aber wieder aufgebaut. 1686 kam es durch Kauf in den Besitz des Landgrafen Karl von Hessen-Kassel. Sein Sohn, Landgraf Friedrich von Hessen-Kassel bzw. dessen in Kassel für ihn regierender Bruder Wilhelm VIII., ließ es in den Jahren 1732 bis 1735 zum Jagdschloss um- und ausbauen. Von dieser Umgestaltung stammen eine barocke zweiflügelige Tür unter feststehendem Oberlicht mit C-förmigen Voluten, das Fachwerk-Obergeschoss und ein Treppenhaus mit Hängetreppe. Aus der ehemaligen Zehntscheune wurde ein Pferdestall, an dessen Eingang noch heute Friedrichs Monogramm aus dem Jahr 1739 von diesem Umbau zeugt.
Nach der preußischen Annexion Kurhessens 1866 ließ der bisherige Schultheiß als nunmehriger preußischer Amtsrichter die Fenster eines Raumes im Untergeschoss vergittern und als Gefängnis herrichten. Schon kurz darauf wurde das Amtsgericht jedoch nach Niederaula verlegt, und das Gebäude diente dann bis 1963 als Revierförsterei. Heute ist das auf ummauertem Grundstück mit Stufenweg in der Turmstraße stehende Haus in Privatbesitz. Auf dem massiven Erdgeschoss befinden sich ein Obergeschoss aus Fachwerk sowie zwei Dachgeschosse unter dem einfachen Satteldach.

## Politik
Für Holzheim besteht ein Ortsbezirk (Gebiete der ehemaligen Gemeinde Holzheim) mit Ortsbeirat und Ortsvorsteher nach der Hessischen Gemeindeordnung. Der Ortsbeirat besteht aus fünf Mitgliedern. Bei den Kommunalwahlen in Hessen 2021 betrug die Wahlbeteiligung zum Ortsbeirat 79,89 %. Alle Kandidaten gehören der „Gemeinschaftsliste Holzheim“ an. Der Ortsbeirat wählte Heiko Wiegand zum Ortsvorsteher.

## Dorfgemeinschaftshaus
1965 wurde das Dorfgemeinschaftshaus erbaut.